# クルボアジェ

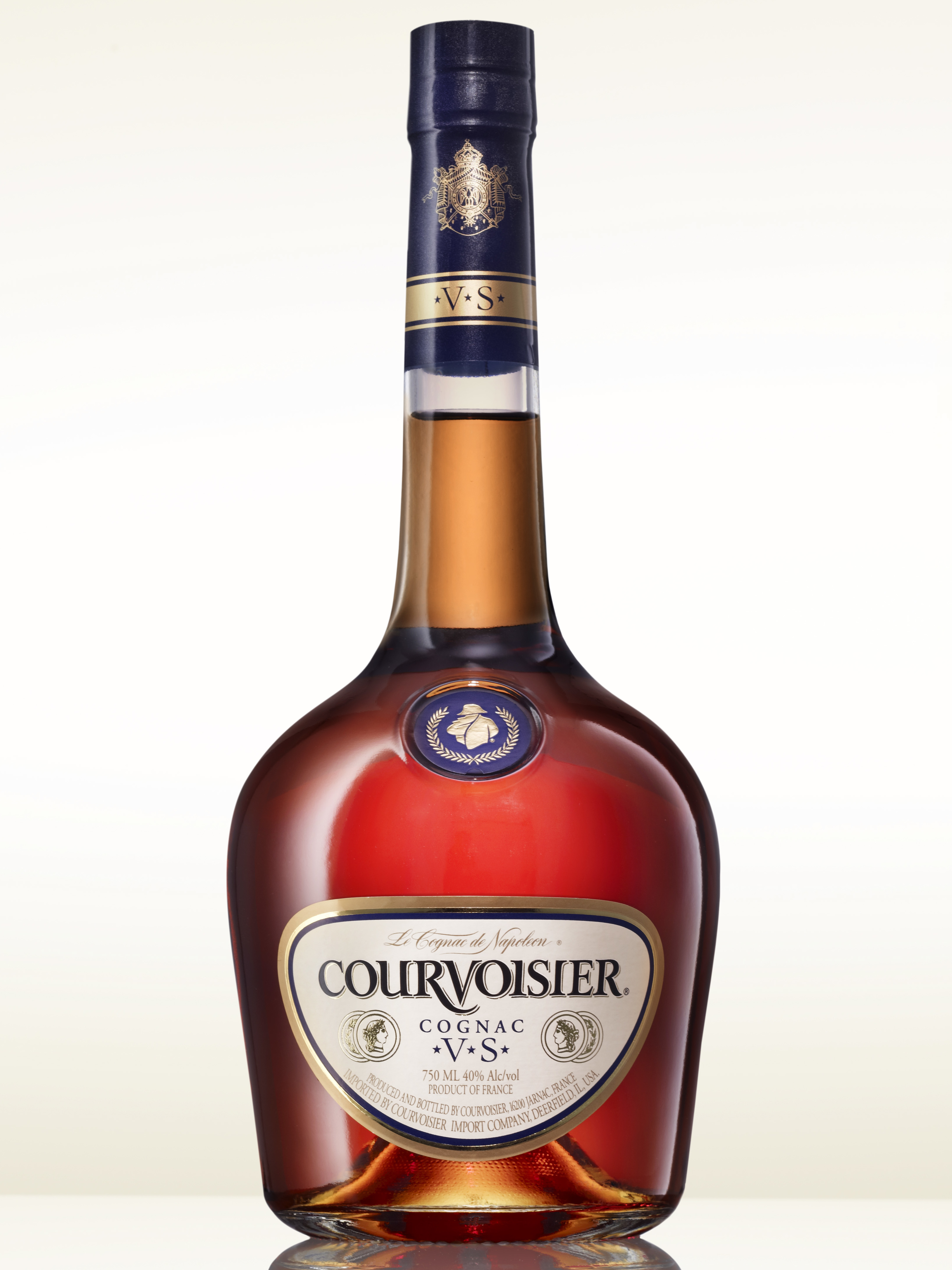
クルボアジェ VS

クルボアジェ (Courvoisier、フランス語発音: [kuʁvwazje]) は、カンパリグループが所有するコニャックのブランド。 フランスのシャラント県ジャルナックに拠点を置く。

## 歴史

### 創業
1809年にエマニュエル・クルボアジェと当時のベルシー市長であったルイ・ギャロワが、ワインとスピリッツの専門商社をパリ郊外のベルシーに共同で設立。その地域における最上級のコニャックの取引をしていたが、ベルシーから移転して自分たち自身が生産者となることこそが最上級コニャックの品質を保証する唯一の方法であると思い至るようになった。200年の歴史を持つその生産手法は、クルボアジェがベルシーで確立して以来今日まで変わっていない。

### ナポレオン
エティエンヌ・ブオーによる歴史画に描かれているようにナポレオン1世は1811年にベルシーを訪れているが、ナポレオン1世がナポレオン戦争の際に自ら率いる砲兵部隊がコニャックの配給を受けられるよう指示した記録が残っている。伝説によると、ナポレオン1世がその後いくつかのコニャックが入った樽をセントヘレナへ運び入れた際に艦のイギリス人将校たちがこれを振る舞われて非常に有り難がり、「ナポレオンのコニャック」と名付けたという。
ナポレオン1世の後継者であるナポレオン3世は、個人的な要望から1869年にクルボアジェに対して「王室御用達」の名誉称号を授けた。これはジャルナックに在るクルボアジェ博物館に現在も展示されている。

### ジャルナックへの移転
1828年、エマニュエルとルイの息子たちのフェリックス・クルボアジェとジュール・ギャロワは、コニャックの品質を高めるためコニャック地方の小さな町ジャルナックに移転した。1866年のフェリックスの死後は、彼の甥にあたるクーリエ兄弟が事業を引き継いだ。1909年になるまでの間にイングランドのサイモン家に売却されたが、本社と生産はジャルナックの地で続けられた。クルボアジェの事業はシャラント川のほとりに1870年代に建てられたシャトーで現在も続けられている。クルボアジェがブレンドに使用するオー・ド・ヴィーのクリュ（栽培地域）は、グランド・シャンパーニュ、プティット・シャンパーニュ、ボルドリ、ファン・ボアである。10月にブドウの収穫が始まり、11月から3月にかけてが蒸留期間である。その後、フランスのトロンセの森から調達した樹齢200年のオークでできた手作りの樽で熟成される。

### カンパリグループ
2024年5月、カンパリグループがサントリーグローバルスピリッツからクルボアジェを買収した、

### シャトー・クルボアジェ
クルボアジェの本社はコニャック地域から10分の距離にあるジャルナックの町に現在も位置し、1828年にフェリックス・クルボアジェとルイ・ギャロワが移り込んだ最初のシャトーで経営されている。クルボアジェのシャトーにはブティックと博物館が併設されており、テイスティングや会員制のツアーも提供されている。博物館にはナポレオン1世の髪の束や帽子、コートなどのゆかりの品々も展示されている。

### マーケティング
ナポレオンの精神に敬意を払い、クルボアジェは1951年にナポレオン1世の最初の妻の名を冠したジョセフィーヌ・ボトルを発売した。ネックが細く底が広いこのボトル形状はクルボアジェの代名詞となったが、これがジョゼフィーヌの愛したコルセットを模したものなのか、逆さまにした初期のブランデー・グラスを模したものなのかについては定かでない。
クルボアジェは900万人の視聴者を持つイギリスのテレビ放送に広告をうち、テレビ広告を流した最初のコニャックのブランドとなった。また、2009年には映画『アバター』の放映前に「Cognac With Another Dimension（別次元をもつコニャック）」というタイトルの広告をテレビや映画館で流し、3D広告をうった最初の酒類ブランドとなった。「Mixability」のプロモーションの一環として、消費者にクルボアジェをカクテルの材料として使う方法を紹介するiPad用アプリがつくられた。
カクテルにフォーカスした体験型イベントとして、巨大な容器にクルボアジェを配合した4000リットルのカクテルを満たし参加者に配る「アーキテクチュアル・パンチボウル」を開催した。このイベントはかつて巨大パンチボウルを作り、それに浮かべた舟をボーイが漕いで酒の入ったグラスを配らせたエドワード・ラッセル提督へのオマージュであった。五感マーケティングの先駆的な事例の一つ「Le Nez de Courvoisier」では、一流のシェフや音楽とのパートナーシップのもとで、クルボアジェのそれぞれのコニャックのもつ主要な香りに合う料理を提案した。

### ファッション
アール・デコのデザイナーであるエルテは、彼の誕生年である1892年のグランド・シャンパーニュのコニャックを入れる限定版ボトルの制作を1988年にクルボアジェに依頼された。エルテがデザインした7つのボトルでは、コニャックの蒸留過程におけるそれぞれの段階がエルテならではのユニークな感性で表現された。
2005年にはイギリス人デザイナーのヴィヴィアン・ウエストウッドがデザインを手がけた150本限定のクルボアジェ XOがハーヴェイ・ニコルズで独占販売された。
1789年のコニャックが入ったクルボアジェの最古のボトルがハロッズのイベント「Alchimie L’Atelier」で公開された。オランダの収集家であるベイ・ファンデルブントの金庫で発見されたこのボトルは90,000ユーロで販売された。

## ボトル・ラインナップ
- C・バイ・クルボアジェ[13]
- クルボアジェ VS
- クルボアジェ VSOP フィーヌ・コニャック
- クルボアジェ VSOP エクスクルズィフ
- クルボアジェ ナポレオン・フィーヌ・シャンパーニュ
- クルボアジェ XO
- クルボアジェ エンペラー
- クルボアジェ イニシャル・エクストラ
- クルボアジェ 12
- クルボアジェ 21
- レッソンス・ドゥ・クルボアジェ
- レスプリ・ドゥ・クルボアジェ
- クルボアジェ サクセションJS
- クルボアジェ クール・インペリアル・グランド・シャンパーニュ
- クルボアジェ ゴールド（アメリカ限定）
- クルボアジェ ローズ（アメリカ限定）
- クルボアジェ エクストラバカンス

## 評価
クルボアジェは高品質の製品を提供してきたとして、フランスにおける最高品質の証である「Prestige de la France」を1983年に授与された。クルボアジェはこの栄誉を授けられた唯一のコニャック・ハウスである。酒類の格付け評価を集積するウェブサイト「Proof66」は、クルボアジェ 21を世界で評価されているブランデー/コニャックトップ20のリストに挙げた。